# Somers-Klasse (1938)
Die Somers-Klasse war eine Klasse von fünf Zerstörern der United States Navy, welche in den 1930er Jahren gebaut wurden und im Zweiten Weltkrieg zum Einsatz kamen.

## Allgemeines
Gleichzeitig mit dem Bau einer größeren Anzahl von Zerstören der 1500 Tonnen Klasse, die zwischen 1934 und 1935 genehmigt worden waren, begann man die mit 1850 Tonnen etwas größeren Schiffe der Somers-Klasse zu fertigen. Diese sogenannten Destroyer-Leaders waren vorgesehen, den Stab einer Destroyer Flottilla aufzunehmen, weswegen man größere Räumlichkeiten benötigte. (Die eigentlich dafür vorgesehenen leichten Kreuzer der Omaha-Klasse standen dafür nicht in ausreichender Stückzahl zur Verfügung.)
Die Somers-Klasse war eine Weiterentwicklung der Porter-Klasse und der Versuch, die bei dieser gemachten Fehler nicht zu wiederholen. Es ging hier insbesondere um die Topplastigkeit der Schiffe, die aber immer noch nicht gänzlich neutralisiert worden zu sein schien, da ein Schiff dieser Klasse (USS Warrington) in einem Hurrikan bei den Bahamas kenterte und unterging.
Um Gewicht zu sparen und auch Raum zu gewinnen, wurden die beiden Rauchabzüge aus den Kesseln in einem Schornstein zusammengelegt. Dieser Schornstein lag so weit hinter den Brückenaufbauten, dass hier noch Platz blieb für einen Vierlings-Torpedorohrsatz. Zwei weitere Vierlings TR-Sätze befanden sich hinter dem Schornstein. Das Schiff verfügte mit zwölf Torpedorohren in einer Breitseite über die bis dahin stärkste Torpedobewaffnung der US-Zerstörer.
Der Dreibeinmast hinter den Brückenaufbauten wurde durch einen leichteren Pfahlmast ersetzt, der achtere Mast ganz weggelassen. Das zweite FLG (Feuerleitgerät) MK 35 entfiel ebenfalls.
Die ursprüngliche Geschützbewaffnung bestand aus acht Seezielgeschützen vom Kaliber 12,7-cm in Zwillingstürmen, zwei 28-mm-Vierlings-Flakgeschützen und zwei Maschinengewehren Browning M2.
Während des Zweiten Weltkrieges wurden mehrfach Umbauten vorgenommen, so entfiel einer der vier Geschütztürme und ein Torpedorohrsatz. Dafür kamen zusätzliche 20 mm und 40 mm Flakgeschütze an Bord. Ebenfalls erhielten die Schiffe Ortungs- und Feuerleitradar. Die Entfernung des einen Geschützturmes und die Ersatzanordnung durch die Flakgeschütze variierte von Schiff zu Schiff, so dass diese letztendlich alle ein unterschiedliches Aussehen hatten. So wurde z. B. bei der „Warrington“ der Turm „B“ entfernt, bei der „Davis“ jedoch der Turm „Y“ (also der vorletzte).
Der Antrieb wurde verbessert, indem vier neu entwickelte Dampfkessel mit einer Mehrleistung von 2000 PS gegenüber der Porter-Klasse eingebaut wurden. Die Höchstgeschwindigkeit lag somit bei 38,5 Knoten.
Erwähnenswert ist noch, das die Schiffe etwa 1944 eine Verstärkung des Bugs erhielten, was ihnen die Möglichkeit geben sollte, im Bedarfsfall deutsche U-Boote zu rammen ohne selbst allzu stark beschädigt zu werden.

## Liste der Schiffe
| Name                    | Bauwerft                    | Kiellegung       | Stapellauf         | Indienststellung  | Verbleib                                                                    |
| ----------------------- | --------------------------- | ---------------- | ------------------ | ----------------- | --------------------------------------------------------------------------- |
| USS Somers (DD-381)     | Federal Sb & Dry Co., Kerny | 27. Juni 1935    | 13. März 1937      | 30. Juni 1938     | am 28. Oktober 1945 außer Dienst gestellt und 1947 zum Abbruch verkauft     |
| USS Warrington (DD-383) | Federal Sb & Dry Co., Kerny | 10. Oktober 1935 | 15. Mai 1937       | 12. August 1938   | am 13. September 1944 während eines Hurrikans nördlich der Bahamas gesunken |
| USS Sampson (DD-394)    | Bath Iron Works, Bath       | 8. April 1936    | 16. April 1938     | 3. Oktober 1938   | am 1. November 1945 außer Dienst und 1946 zum Abbruch verkauft              |
| USS Davis (DD-395)      | Bath Iron Works, Bath       | 28. Juli 1936    | 30. Juli 1938      | 16. Dezember 1938 | am 19. Oktober 1945 außer Dienst und 1947 zum Abbruch verkauft              |
| USS Jouett (DD-396)     | Bath Iron Works, Bath       | 26. März 1936    | 24. September 1938 | 7. März 1939      | am 1. November 1945 außer Dienst und 1946 zum Abbruch verkauft              |